# Gare de Prince Rupert
La  gare de Prince Rupert dans la ville de Prince Rupert en Colombie-Britannique est desservie par Via Rail Canada. C'est une gare patrimoniale, avec personnel. Il y a 3 trains par semaine, dans chaque direction.